# Tines de la Masia Sant Esteve
Les tines de la Masia Sant Esteve són una obra del municipi de Talamanca (Bages) protegida com a bé cultural d'interès local. La construcció se situa pròxima a Sant Esteve de Vila-rasa.

## Descripció
És un conjunt format per un grup de dues tines amb dipòsit de planta circular i planta exterior en forma de vuit. La part inferior és feta amb pedra i morter de calç i l'interior dels dipòsits està recobert de rajoles de ceràmica envernissada lleugerament corbades. La part superior dels murs és feta amb pedra sense material d'unió. Aquí hi trobem l'accés a la tina format per dos muntants i una llinda. Sobre els murs s'estén el voladís fet de pedres més planes. Les dues cobertes, mig enrunades, se sobreposen i són fetes mitjançant el mètode d'aproximació de filades, al damunt tenen una capa de sorra i pedruscall.
Els dos brocs, que no s'han trobat, deuen estar tapats per la runa i la vegetació. Les dues tines presenten grans esquerdes verticals i l'interior és ple de deixalles. No tenen cap edificació auxiliar